# 劉楊
劉楊（前1世紀—26年），中国新朝末年东汉初期政治人物。真定王。新末後漢初群雄之一，汉景帝七代孫。父真定共王劉普、弟臨邑侯劉让、从兄劉細、子劉得。劉楊是汉光武帝劉秀皇后郭聖通的舅舅、光武帝的将軍耿純是他的本家外甥。《漢書》諸侯王表第二、《後漢書》光武帝紀作劉楊，《後漢書》劉植传・耿純传作劉揚。

## 生平
西漢綏和二年（前7年），其父共王劉普死後劉楊繼承真定王之位。16年後，新朝始建国元年（9年），王莽建立新朝、劉楊降格為真定公，始建国二年（10年）公爵也廢除。更始元年（23年）十二月、河北王郎自稱天子，刘楊和劉林歸附王郎，聚集十数万軍勢。劉秀正要平定河北，派驍騎将軍劉植說服劉楊，劉楊投降劉秀。劉秀後來在真定娶劉楊外甥女郭聖通，和劉楊的關係強化。婚礼就直接办在郭圣通住的漆里舍，刘扬还为此高兴得击筑欢歌。劉楊帮助劉秀討伐王郎進軍邯鄲、消灭了王郎。劉秀即位为光武帝，劉楊还是被封为真定王。
劉楊制造谶文说：“赤九之后，瘿杨为主。”他脖子上有赘瘤，想来惑乱民众，和绵曼县的贼寇勾结。建武二年（26年）春，光武帝派遣騎都尉陳副、游撃将軍鄧隆召劉楊入京，劉楊关闭城門不接纳他们。當時前将軍耿純正持符節，在幽州、冀州布告大赦令，沿途慰劳各处的王侯，光武帝密令他逮捕刘杨。耿純和陳副、鄧隆在元氏会面，到达真定国，住在传舍（驿站）。劉楊称病不出，因为耿純是劉楊本家外甥，所以刘杨警戒松懈。劉楊弟弟臨邑侯劉让、从兄劉細擁軍1万余人，耿純沉着应对。劉楊带着属官到传舍和耿純会面、耿純以礼相对。请劉楊把劉让、劉細都招进屋里。劉楊兄弟进入后，耿純关上了传舍的大門，把劉楊他们全部诛杀，真定平定。光武帝怜悯刘杨谋反还没有行动就被诛杀，同年五月，封劉楊之子劉得为真定王。

## 家族

### 祖上
汉景帝刘启→常山宪王刘舜→真定顷王刘平→真定烈王刘偃→真定孝王刘由→真定安王刘雍→真定共王刘普→刘杨

### 子
劉得，建武二年（26年），刘杨谋反事泄被杀，汉光武帝没有加罪后代。五月庚辰，刘杨子刘得为真定王，封更始帝的元氏王刘歙为泗水王，周后姬常为周承休公。建武十三年（37年）二月丙辰，汉光武帝下诏，长沙王刘兴、真定王刘得、河间王刘邵、中山王刘茂，作为西汉的诸侯王，到东汉还是袭爵为王。宗脉疏远，不当袭爵。其以刘兴为临湘侯，刘得为真定侯，刘邵为乐成侯，刘茂为单父侯。